# Василий III Константинополски
Василий III (на гръцки: Βασίλειος Γ΄) е гръцки духовник, вселенски патриарх от 13 юли 1925 до 29 септември 1929 година.

## Биография
Роден е в 1846 година в Юскюдар, днес Турция със светско име Василиос Георгиадис (на гръцки: Βασίλειος Γεωργιάδης). Изучава теология и литература в Атинския университет, който завършва в 1871 година. В следващата година е назначен за професор в Семинарията на остров Халки, където преподава 8 години древноеврейски, херменевтика, Стар и Нов Завет. От 1880 до 1884 година учи в Европа. В 1884 година става доктор по философия в Мюнхенския университет „Лудвиг Максимилиан". Същата година се завръща в Цариград и е назначен за директор на патриаршеската духовна семинария в Галата. На 23 декември 1884 година е ръкоположен за дякон от митрополит Герасим Анкарски, а на 25 декември за свещеник от патриарх Йоаким III Константинополски. В същия ден става архимандрит.
На 8 август 1889 година е избран за анхиалски митрополит. Ръкоположен е на 24 септември 1889 година от митрополит Софроний Никейски в съслужение с митрополитите Йероним Никополски, Йоаким Пловдивски, Дионисий Ксантийски, Герман Силиврийски, Паисий Имброски, Калиник Мъгленски и Игнатий Литицки. Митрополит Василий е ревностен поддръжник на гръцката национална кауза. При управлението си в Анхиало построява великолепна сграда на гръцкото девическо училище, построена с голямото наследство на Фотини Карианди и е завършена величествената църква „Света Богородица“. Митрополит Василий има водеща роля в тези начинания, като влага дори личен труд, но не успява да поддържа единството и хармонията на своето паство - най-консервативната част от анхиалската община подема кампания срещу него с писма до Патриаршията и публикации в печата. За известно време заминава за Цариград като член на Синода, където се присъедининява към опозиционната на патриарха фракция. Василий II е подкрепя благотворителни инициативи и изкуствата - в 1904 година той изпраща в Националната библиотека в Атина един църковен музикален ръкопис, датиращ от 1450 година, който включва полихрония на Константин Палеолог. По време на антигръцките вълнения в България и опожаряването на Анхиало през юли 1906 година, при което изгаря домът му, Василий II е арестуван от българските власти и затворен в Сливен до октомври. След освобождаването си през ноември 1906 година е принуден да замине за Цариград.
На 7 февруари 1909 година Василий е избран за пелагонийски митрополит в Битоля, като заема катедрата до 1910 година и поддържа появилата се в района гръцка въоръжена пропаганда.
От 13 май 1910 до 1925 година е митрополит на Никейска епархия.
На 13 юли 1925 година Василий е избран за константинополски патриарх.
В 1928 година Василий III предава епархиите на Константинополската църква в Гърция от така наречените „Нови области“, които попадат в Гърция след Балканските войни, под юрисдикцията на Църквата на Гърция.
Умира на 29 септември 1929 година в Истанбул.